# Sophie Dorothea Louise Keiser
Sophie Dorothea Louise Keiser, född 1712, död 1768, var en tysk operasångare. Hon var hovsångerska i Hovkapellet i Köpenhamn.